# Liste der Monuments historiques in Achey
Die Liste der Monuments historiques in Achey führt die Monuments historiques in der französischen Gemeinde Achey auf.

## Liste der Immobilien
| Bezeichnung      | Beschreibung            | Standort                 | Kennzeichnung | Schutzstatus | Datum | Bild           |
| ---------------- | ----------------------- | ------------------------ | ------------- | ------------ | ----- | -------------- |
| Kirche St-Martin | aus dem 15. Jahrhundert | 7 rue de l’Église (Lage) | PA00102103    | Classé       | 1980  | weitere Bilder |

## Liste der Objekte
| Bezeichnung              | Beschreibung                                                                                                  | Standort                       | Kennzeichnung | Schutzstatus | Datum | Bild |
| ------------------------ | --- | ------------------------------ | ------------- | ------------ | ----- | ---- |
| Wandgemälde              | bezeichnet 1631, eventuell früher                                                                             | in der Kirche St-Martin (Lage) | PM70000006    | Classé       | 1942  |      |
| Taufretabel              | Holz, farbig gefasst, 1773, Bildhauer Claude Jeanclerc                                                        | in der Kirche St-Martin (Lage) | PM70001934    | Inscrit      | 2004  |      |
| Beichtstuhl              | Holz, 1773, Bildhauer Claude Jeanclerc                                                                        | in der Kirche St-Martin (Lage) | PM70001935    | Inscrit      | 2004  |      |
| Kanzel                   | Holz, farbig gefasst, 18. Jahrhundert                                                                         | in der Kirche St-Martin (Lage) | PM70001936    | Inscrit      | 2004  |      |
| Kruzifix                 | Holz, 17. Jahrhundert                                                                                         | in der Kirche St-Martin (Lage) | PM70001937    | Inscrit      | 2004  |      |
| Kruzifix                 | Holz, 18. Jahrhundert                                                                                         | in der Kirche St-Martin (Lage) | PM70001938    | Inscrit      | 2004  |      |
| Kästchen für die Salböle | Zinn, um 1643, Zinngießer Jean Réalière                                                                       | in der Kirche St-Martin (Lage) | PM70001939    | Inscrit      | 2004  |      |
| Glocke                   | Bronze, 1774 gegossen                                                                                         | in der Kirche St-Martin (Lage) | PM70000005    | Classé       | 1912  |      |
| Hauptaltar               | Altartisch, Tabernakel, Retabel, Relief und zwei Skulpturen; Stein und Stuck, farbig gefasst, 18. Jahrhundert | in der Kirche St-Martin (Lage) | PM70000007    | Classé       | 1980  |      |
| Zwei Seitenaltäre        | jeweils Altartisch und Retabel; Holz, 1773, Bildhauer Claude Jeanclerc                                        | in der Kirche St-Martin (Lage) | PM70000008    | Classé       | 1980  |      |